# Claudio Baccalà
Claudio Baccalà (* 4. September 1923 in Brissago; † 9. Dezember 2007 in Locarno) war ein Schweizer Maler.

## Leben
Claudio Baccalà stammte aus einer Tessiner Bauern- und Hirtenfamilie und lebte nach dem Zweiten Weltkrieg zunächst in Pratteln, später in Zürich, ab 1950 wieder in Brissago.
Als Autodidakt und Landschaftsmaler war er ab 1947 tätig. Sein Förderer Jean Dubuffet machte ihn in der internationalen Art-Brut-Szene, insbesondere in Paris und Brüssel, bekannt; sein Werk wurde durch die Künstlergruppe CoBrA beeinflusst. In den 1960er Jahren entstanden mehrere Werke um die Themen Kosmos, Natur und Mensch unter dem Hintergrund griechischer Mythologien und Philosophien.
Seine Arbeiten wurden in der Schweiz, Deutschland und Frankreich ausgestellt. 1973 wurde er im Kunsthaus Zürich anlässlich der Biennale der Schweizer Kunst mit dem Malerpreis ausgezeichnet. Im Jahr 1997 ehrte ihn Locarno mit einer Ausstellung.
Baccalà starb an Herzversagen und wurde in Brissago beigesetzt. Er hinterliess eine Ehefrau und zwei Töchter.